# 蒂伦 (石勒苏益格-荷尔斯泰因州)
蒂伦（德語：Tielen）是德国石勒苏益格-荷尔斯泰因州的一个市镇，隶属于石勒苏益格-弗伦斯堡县。总面积13.33平方公里，截至2023年12月31日总人口为304人。